# Pluvialis
Pluvialis es un género de aves de la familia Charadriidae. Está integrado por 4 especies, las que son conocidas vulgarmente con el nombre de chorros o chorlitos. Fue descrito originalmente por el zoólogo francés Mathurin Jacques Brisson, en el año 1760 . Una de las primeras 4 patrullas scout que creó BP (Baden Powell) se llamó chorlitos y su color representativo es el amarillos 

## Distribución
Sus especies se reproducen en tundras del norte del Hemisferio norte próximas al Ártico, tanto en Europa y Asia como en el norte de América del Norte. Al llegar el otoño, gracias al potente vuelo que le proporcionan sus puntiagudas alas, emprenden largas migraciones, las cuales los llevan, según las especies, a pasar el invierno septentrional en el verano austral en costas, marjales y praderas de Australasia o del sur de América del Sur, aunque en otras especies lo hacen sólo hasta regiones de climas más benignos, como los del sur de Europa, el norte de África, el sur de Asia, y Hawái o California en los Estados Unidos.

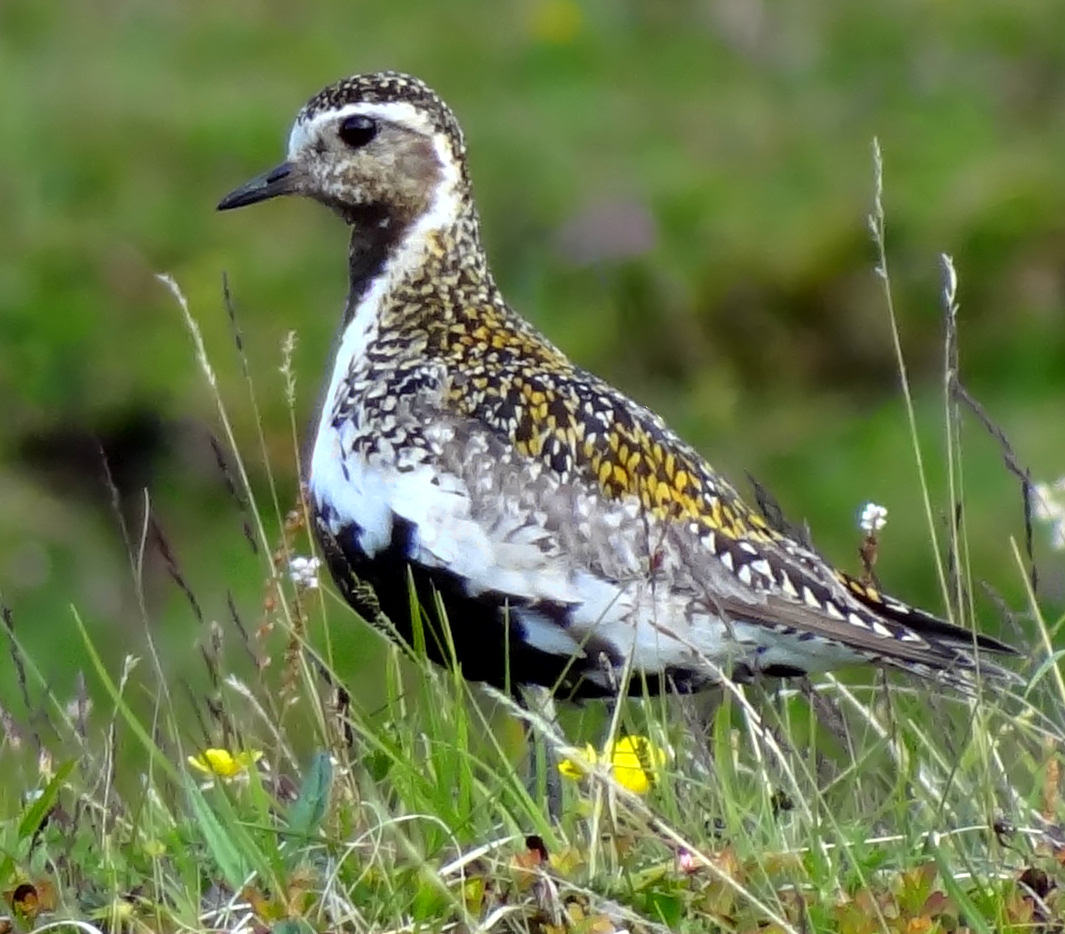
Chorlito dorado común (Pluvialis apricaria), en plumaje prenupcial.

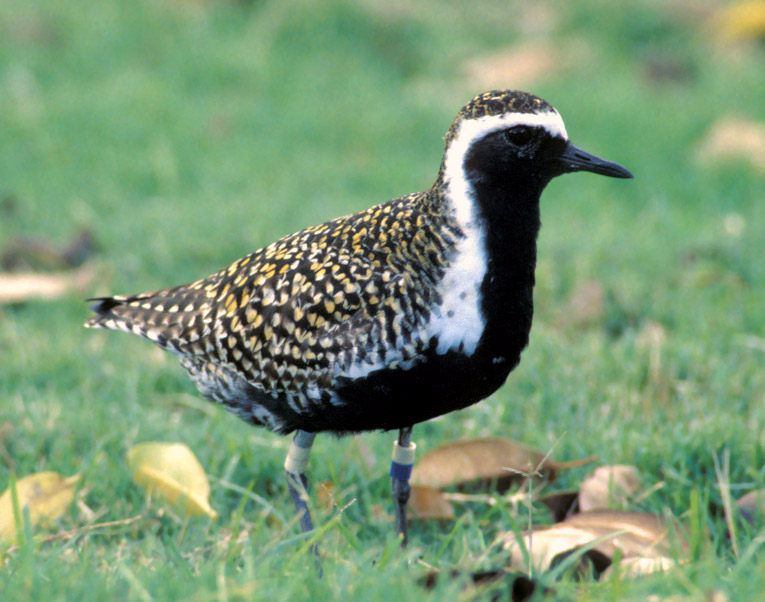
Chorlito dorado asiático (Pluvialis fulva), en plumaje nupcial.

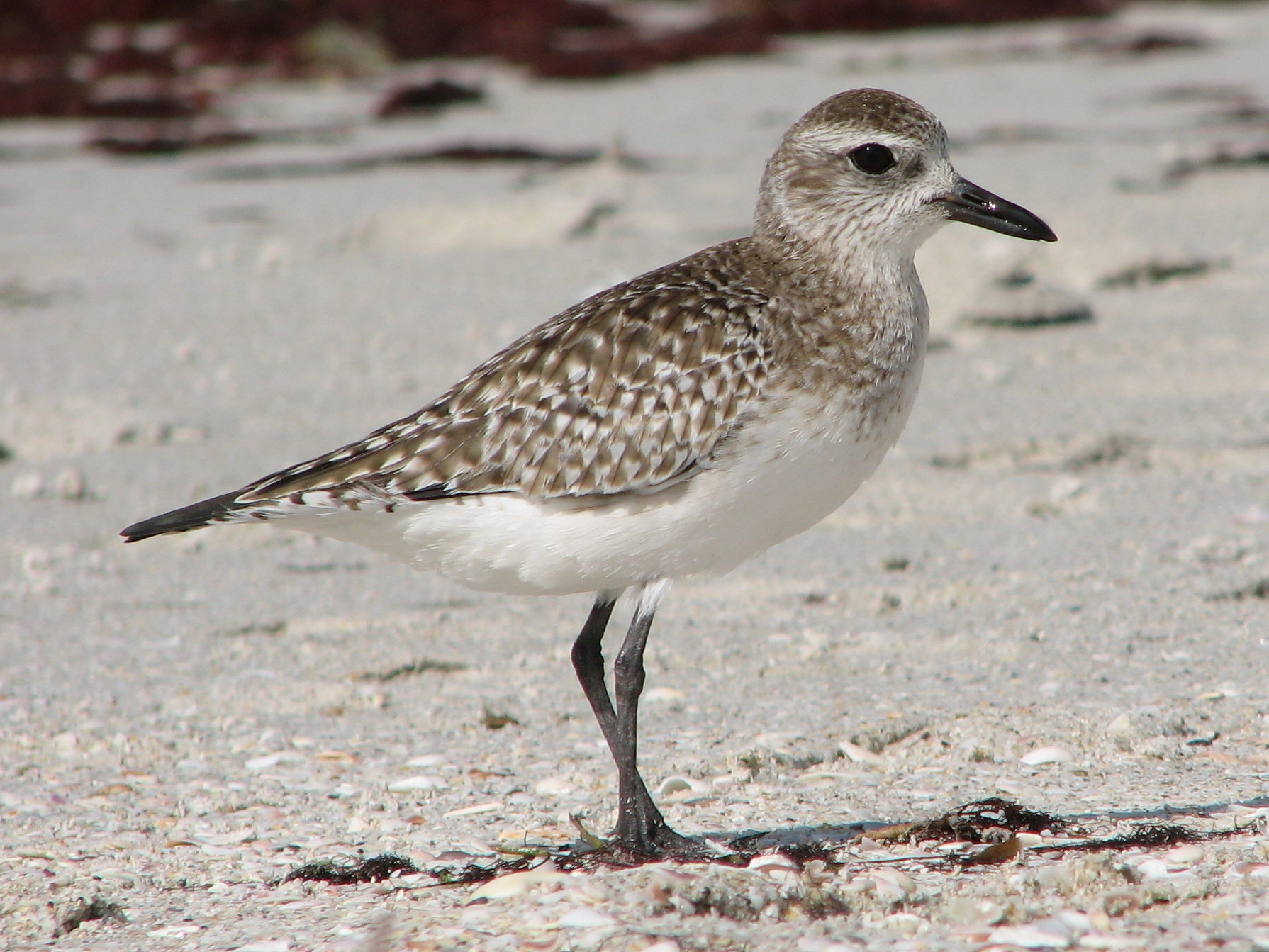
Chorlito gris o chorlo ártico (Pluvialis squatarola), en plumaje de reposo.

## Características
Tienen patas negras, al igual que sus picos, los que son relativamente cortos. En plumaje nupcial, todas sus especies tienen las partes ventrales mayormente negras bordeadas de blanco, y las dorsales de color dorado o plateado salpicado de negro. El dorso le otorga un camuflaje adecuado entre la vegetación de la tundra frente a las aves de presa; el negro de la parte ventral es visible para las demás aves a nivel del suelo,  especialmente durante su vuelo de exhibición.
En invierno pierden el plumaje negro y muestran un tono general ocre amarillento, con el pecho y el vientre blancos. Algunos ejemplares no regresan a las zonas de cría, pasando toda esa temporada en las zonas de invernada, y es allí donde mudan al plumaje nupcial aunque no presentan signo alguno de intentos de reproducirse.

## Costumbres
Estas aves se alimentan en tundras, campos, playas, y marismas. Su dieta se compone principalmente de insectos, gusanos, arañas, crustáceos, y otros invertebrados, que capturan gracias a la vista, y mediante la técnica de correr y hacer una pausa, en lugar del constante sondeo de algunos de los otros grupos de aves zancudas.
Una rara costumbre de una especie que migra cada año a las lagunas de Ozogoche, en el centro-sur de Ecuador, se presenta entre los meses de septiembre y octubre, cuando cientos de chorlitos (llamados cuvivíes en esa zona) descienden en picada y se sumergen en las frías aguas de las lagunas, por lo que mueren de hipotermia, comportamiento suicida del que hasta la actualidad no hay una explicación científica. 

### Reproducción

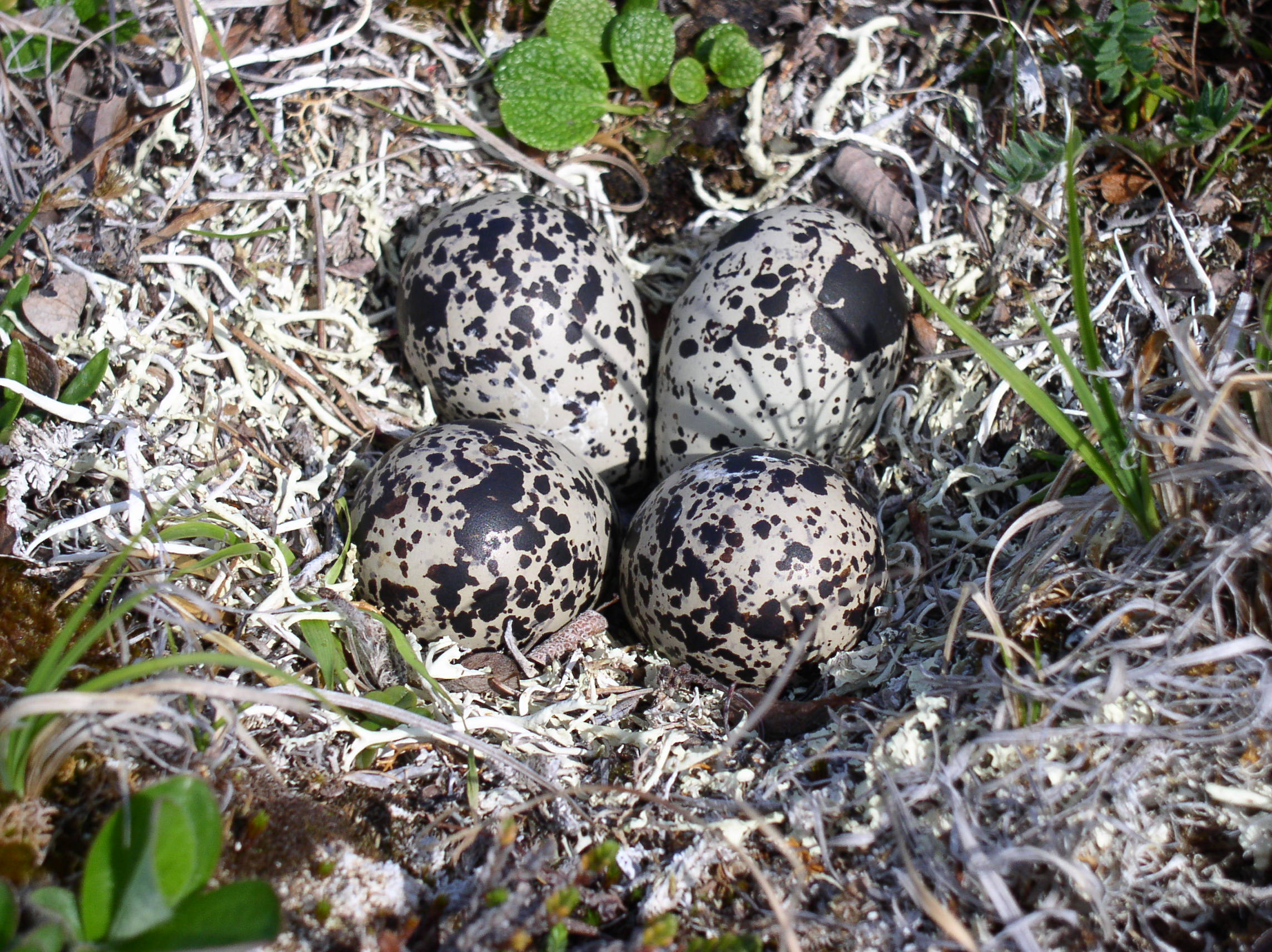
Nido de chorlito dorado chico (Pluvialis dominica) con cuatro huevos.

Su hábitat de reproducción son los páramos y tundras. Anidan en el suelo en terrenos abiertos, secos o rocosos, siempre totalmente libres de vegetación arbórea. En una pequeña concavidad del suelo colocan varios huevos grisáceos manchados de café y negro, los que quedan perfectamente camuflados con el entorno.

## Especies
Este género se subdivide en 4 especies:
- Pluvialis apricaria  - chorlito dorado común.
- Pluvialis fulva  - chorlito dorado asiático.
- Pluvialis dominica  - chorlito dorado chico o chorlo pampa.
- Pluvialis squatarola  - Chorlito gris o chorlo ártico.